# Johannes Brahms
Johannes Brahms (født 7. maj 1833 i Hamburg, død 3. april 1897 i Wien) var en tysk komponist, pianist og dirigent. Han komponerede i alle tidens genrer undtagen opera. Hovedværkerne er de fire symfonier, instrumentalkoncerterne samt Ein Deutsches Requiem.

## Levned

### Barndom og ungdom
Brahms stammede fra en familie, som er vidt udbredt i Nordtyskland. Faderen, Johann Jacob Brahms, blev i sin hjemby Heide i Ditmarsken udlært som håndværksmusiker med tenorhorn og kontrabas som hovedinstrumenter. 19 år gammel flyttede han til Hamborg, hvor han først spillede i danserestauranter, men snart kunne han forbedre sin sociale status og blev medlem af borgervæbningens orkester og senere af byens symfoniorkester. I 1830 giftede han sig med den 17 år ældre Johanna Christina Nissen, og i 1833 blev sønnen Johannes født i det såkaldte Gängeviertel, et tæt befolket arbejderkvarter i Hamborgs Neustadt. Brahms havde en ældre søster, Elise, og en to år yngre bror, Fritz. Som syvårig kom han i skole og begyndte at få klaverundervisning. Hans første lærer, Otto Friedrich Cossel, indså hurtigt drengens talent og sendte ham videre til Hamborgs kendteste musiker, klavervirtuosen og komponisten Eduard Marxsen, hos hvem han fik en glimrende uddannelse. Som 16-årig begyndte Brahms at give offentlige koncerter, og han udgav sine første egne klaverværker under pseudonym.

### Nye veje
Tyve år gammel forlod Brahms barndomshjemmet for at tage på koncertrejse med en ven, den ungarske violinvirtuos Eduard Reményi. Han præsenterede ham for en landsmand, violinisten Joseph Joachim, som gav Brahms en anbefaling med til endnu en ungarer, den berømte komponist Franz Liszt. Det blev dog komponisten Robert Schumann, som for alvor gjorde Brahms kendt,da han i oktober 1853 publicerede en artikel om den unge musiker i sit tidsskrift Neue Zeitschrift für Musik efter at Brahms havde besøgt ham i Düsseldorf. I artiklen, som havde overskriften Nye veje, hed det: ”... og nu er han kommet, en ung mand ved hvis vugge gratier og helte stod vagt. Han hedder Johannes Brahms, kommer fra Hamborg, hvor han har skabt i stilhed, men er blevet uddannet i de sværeste dele af kunsten af en fortræffelig og begejstret lærer. Nu er han blevet anbefalet mig af en kendt og æret mester. Også i sit ydre bærer han alle de tegn, som fortæller os: Han er en kaldet...” For Brahms blev denne højstemte ros ikke kun til fordel. Han, der allerede dengang var yderst selvkritisk, følte ikke, at han kunne leve op til det, der blev forventet af ham. Det førte ifølge myten endda til, at han brændte nogle af sine første værker. Men med Schumanns artikel blev Brahms kendt fra den ene dag til den anden. Han fik en kontrakt med musikforlaget Breitkopf & Härtel, og mange musikinteresserede ønskede at høre ham, se hans noder og vide mere om hans talent.

### Clara
I Düsseldorf havde Brahms ikke blot lært Robert Schumann at kende, men også dennes hustru Clara. Hun var 14 år ældre end Brahms, havde allerede født seks børn og havde erhvervet sig stor berømmelse i hele Europa for sit klaverspil. Den unge Brahms var dybt fascineret af hende og bad Schumann om tilladelse til at dedikere sit opus nr. 2, en klaversonate, til hende. Efter at den psykisk syge Robert Schumann i 1854 blev indlagt på en nerveanstalt i Endenich ved Bonn, styrkedes kontakten mellem Clara Schumann og Brahms. Han støttede hende blandt andet ved i perioder at tage sig af hendes børn. De blev senere enige om, at brænde deres breve til hinanden fra denne periode, men enkelte breve fra Brahms er bevaret og fortæller, at der nærmest var tale om et kærlighedsforhold. Efter Schumanns død i 1856 kølnedes forholdet fra hendes side, men de forblev nære venner til hendes død i 1896.

### Detmold og Hamborg
I 1857 flyttede Brahms til den lille residensby Detmold, hvor han fik ansættelse ved fyrstehoffet som klaverlærer og kordirigent. Her skabte han de første af sine kendte værker, klaverkoncert nr. 1 i d-moll op. 15 og de to serenader for orkester op. 11 og 16. I Detmold-perioden mødte han sangerinden Agathe von Siebold, som han forelskede sig i, og kortvarigt var forlovet med. Det vakte nogen fortrydelse hos Clara Schumann, som syntes, at han havde trøstet sig lovlig hurtigt. Brahms følte sig ikke i stand til at indgå ægteskab og hævede derfor forlovelsen. Det var ikke hans sidste forelskelse, men han forblev ugift. I 1859 flyttede han tilbage til Hamborg, hvor han blev dirigent for et damekor og i den forbindelse skrev en del korkompositioner. Det var imidlertid en stor skuffelse for ham, at han ikke fik posten som leder af Hamborgs filharmoniske koncerter, en post som i stedet gik til hans gode ven Julius Stockhausen.

### Wien
Brahms havde under sit første ophold i Wien i 1862 høstet stor anerkendelse. Det var derfor nærliggende for ham året efter at tage imod et tilbud om at blive leder af Wiener Singakademie. Han opgav denne stilling allerede efter et år, fordi han ikke følte at kunne varetage de administrative opgaver, som fulgte med. Men fra 1863 havde han sin faste bopæl i Wien. Han var nu så kendt som pianist, at han kunne leve af det og ikke længere havde behov for fast ansættelse. Hans første kompositioner blev også solgt så godt, at hans forlægger, Fritz Simrock, nærmest tiggede og bad om at få nye kompositioner til offentliggørelse. Fra de første år i Wien stammer Ein deutsches Requiem og de ungarske danse. Dele af Rekviet skrev Brahms formodentlig under indtryk af sin mors død i 1865. I modsætning til traditionelle rekvier har det tysk tekst, som den meget bibelstærke Brahms selv sammensatte af tekster både fra det nye og det gamle testamente samt de apokryfe skrifter. Det voldte en del vanskeligheder at få rekviet opført, da det ikke blev anset for i tilstrækkelig grad at afspejle den kristne tro, da opstandelsen er udeladt. Det blev dog godt modtaget ved uropførelsen (endnu uden 5.sats) i Bremens domkirke langfredag 1868. De ungarske danse, oprindelig skrevet for klaver (og senere orkestreret af Brahms og andre), var fra begyndelsen meget populære. De voldte dog også Brahms noget besvær, idet han, bl.a. af sin gamle ven Reményi, blev beskyldt for plagiat.

### De sidste år
I de sidste to årtier af sit liv var Brahms en førende personlighed på den internationale musikscene og var almindeligt beundret som primært dirigent og komponist. Han modtog talrige udmærkelser og æresbevisninger, herunder i 1879 æresdoktorgraden ved universitetet i Breslau. Han skrev Akademisk Festouverture i den anledning. En stor glæde for ham var det, da han 1889 udnævntes til æresborger i sin fødeby Hamborg. Korværket Fest- und Gedenksprüche blev i den forbindelse tilegnet Hamborgs borgmester. Brahms blev med årene en meget velhavende mand, men gav det meste af sin formue til velgørenhed. Han havde fra 1872 og til sin død en fast base i Karlsgasse nr. 4 i Wien, hvor han lejede nogle værelser hos en fru Truxa. Bygningen blev bombet under 2.verdenskrig og findes ikke mere. Et egentligt eget hjem fik han aldrig. Ved sin død efterlod han sig et beskedent bo, men et omfattende bibliotek indeholdende en række originale musikmanuskripter. Det hele testamenteredes til Gesellschaft der Musikfreunde i Wien, hvor det befinder sig i dag. Han døde knap 64 år gammel af kræft i bugspytkirtlen. Han er begravet på Zentralfriedhof i Wien ved siden af sin gode ven, Valsekongen Johann Strauß d.y.

## Værker

### Orkestermusik
Brahms' vej til de fire symfonier var lang, og gik over en lang række andre kompositioner for orkester. Orkestreringen voldte ham nogen besvær, men han fik på dette område god hjælp af violinisten Joseph Joachim og dirigenten Hans von Bülow, som begge forblev hans nære venner resten af livet. Den første klaverkoncert fra 1859 blev ikke særligt godt modtaget, og i de følgende år blev det kun til to orkesterserenader. I 1874 kom Haydn-variationerne i både en orkester- og en klaverversion. Brahms påbegyndte sin første symfoni omtrent samtidig med serenaderne, men blev først efter flere omskrivninger og ændringer uropført i 1876. Herefter kom i hurtig rækkefølge 2. Symfoni (1877), Violinkoncerten (1879), Akademisk Festouverture og Tragisk Ouverture (1880), 2. Klaverkoncert (1882), 3. Symfoni (1883),  4. Symfoni (1885) og endelig Dobbeltkoncert for violin og cello (1888). Her bør også de store værker for kor og orkester nævnes. Ud over Ein deutsches Requiem (1868) drejer det sig bl.a. om Rinaldo, kantate for tenor, kor og orkester (1869), Rhapsodi for altsolo, mandskor og orkester (1870), Schicksalslied og Triumphlied (1871-72).

### Klaver- og kammermusik
I hele sin skabende periode skrev Brahms klavermusik samt kammermusik for mange forskellige besætninger. Et særkende for Brahms er værker med udvidet besætning i forhold til de klassiske kammermusikgenrer, herunder klaverværker for fire hænder eller to klaverer, værker for klaver og strygekvartet, en klaverkvintet og endelig rene strygerkvintetter og -sekstetter. Et andet særkende er de store variationsværker for klaver, herunder Schumann-variationerne for fire hænder (1861), Händel-variationerne (1862) og Paganini-variationerne (1866).
Blandt de mest afholdte af Brahms' lettere værker er hans mange populære danse, De ungarske danse, Valsene for piano duet (Op. 39) og Liebeslieder-valsene for sangkvartet og klaver, samt nogle af hans mange sange, navnlig Wiegenlied (Op. 49, nr. 4, udgivet i 1868). Sidstnævnte blev skrevet (til en folkekendt tekst) for at fejre en veninde af Brahms, Bertha Fabers fødsel af en søn. Sangen er universelt kendt som Brahms vuggevise.

### Vokalmusik
Blandt Brahms´ mange værker for én eller flere sangstemmer med klaver eller for kor med eller uden klaverledsagelse skal blot nævnes Liebeslieder-Walzer (1869). Neue Liebeslieder (1875), Zigeuner-Lieder (1888), Fest- und Gedenksprüche (1890) og endelig hans næstsidste udgivne værk, Vier ernste Gesänge fra 1896.
Et tilbagevendende tema gennem Brahms' produktion var lieder for sangstemme og klaver. Det blev til mere end 300 af slagsen. Yderligere affødte hans store kendskab til den lyriske arv en lang række fortolkninger af folkesange – melodier som for Brahms repræsenterede et ideal for den tyske lied.

## Brahms i samtiden og senere
Allerede tidligt blev Brahms udråbt som Beethovens efterfølger, en betegnelse, som han selv stod afvisende overfor. Han erhvervede sig med årene et meget omfattende kendskab til hele den europæiske musiktradition tilbage fra renæssancen og er klart påvirket af komponister som Giovanni da Palestrina, Johann Sebastian Bach, Georg Friedrich Händel og naturligvis også Ludwig van Beethoven. Han blev i samtiden anset for en udpræget traditionalist og kom meget mod sin vilje til at stå som frontfigur i en årelang musikstrid mellem traditionalisterne repræsenteret ved Brahms, Joseph Joachim og musikkritikeren Eduard Hanslick og den såkaldte nytyske skole med Franz Liszt og Richard Wagner som de ledende personligheder. Denne strid medvirkede i mange år til at skabe og fastholde billedet af Brahms som reaktionær og Beethoven-epigon. Det blev komponisten Arnold Schönberg, som så sent som i 1933 for alvor gjorde opmærksom på i hvor høj grad Brahms er en fornyer indenfor både form og harmonik samt gennem sin formidable evne til tematisk udvikling.

## Mennesket Brahms
Brahms fik aldrig, til sin egen store skuffelse, andet end en elementær skoleuddannelse, men han var allerede fra barnsben en ivrig og videbegærlig læser og skaffede sig med årene en meget stor og alsidig viden, ikke mindst på det musikhistoriske, skønlitterære og lyriske område. Han kunne til tider virke grov og klodset i sine formuleringer, men havde samtidig en udpræget humoristisk sans, som ofte tog form af selvironi. Uagtet sine mangler med hensyn til selskabelige færdigheder fik han med årene en meget stor vennekreds, som han holdt fast ved og som trofast holdt fast ved ham. Foruden de allerede omtalte kan nævnes kirurgen Theodor Billroth, maleren Max Klinger, digteren Klaus Groth og komponisten Johann Strauss den yngre.

## Udvalgte værker
- Klaverkoncert nr. 1 i d-mol opus 15 (1859),
- Liebeslieder Walzer for klaver og sangstemmer, opus 52 (1862)
- Variationer over et tema af Robert Schumann opus 23, (1862)
- Variationer og fuga over et tema af Händel opus 24, (1863)
- Ein deutsches Requiem opus 45 (1869),
- Ungarske danse for firhændigt klaver (1869,1880)
- Variationer over et tema af Haydn "Chorale St. Antoni" opus 35, (1874)
- Symfoni nr 1 i c-mol opus 69 (1877),
- Symfoni nr. 2 i D-dur opus 73 (1877),
- Violinkoncert opus 77 (1879),
- Akademisk festouverture opus 80 (1880),
- Tragisk ouverture opus 81 (1881),
- Klaverkoncert nr. 2 i B-dur opus 83 (1881),
- Symfoni nr 3 i F-dur opus 90 (1883),
- Symfoni nr 4 i e-mol opus 98 (1885),
- Dobbeltkoncert i a-mol opus 102 (1887),
- Klarinetkvintet i h-mol opus 115 (1891),
- 3 intermezzi opus 117 (1892),
- Vier ernste Gesänge pus 121, (1896)